# الرجل المناسب (فلم)
الرجل المناسب فِلم مصري سوري للثنائي دريد ونهاد عام 1970.

## قصة الفيلم
شركة لبنانية تقوم بإرسال مندوب لها إلى فرع القاهرة لاكتشاف سر خسائر هذا النوع، يتخفى هذا المندوبُ في شخصية ساعي منقول حديثاً، يلاحظ أن هناك قصة حب تتولد بين ابنة المدير الفاشل، مع موظف العلاقات العامة، يحاول أن يكشف للفتاة ما يحدث، ثم تتحول المشاعر، ويتم الإيقاع بالمدير، ويصبح المندوب مديراً، ويتزوج من الفتاة التي يحبها.

## طاقم العمل
تمثيل
- دريد لحام: شحرور.
- نهاد قلعي: المدير للفرع المصري.
- نادية لطفي: منى.
- كمال الشناوي: مدحت.
- زوزو شكيب: زوجة فارس.
- عزة وحيدة
- عبد المنعم بسيوني
- حسين إسماعيل
- أحمد أبو عبية
- منى إبراهيم: راقصة.

تأليف
- أبو السعود الإبياري: مؤلف.
- نهاد قلعي: سيناريو وحوار.
- فاروق صبري: سيناريو وحوار.

إخراج
- حلمي رفلة: مخرج.
- فوزي علي: مخرج مساعد.
- محمد أحمد شحاتة: مخرج مساعد.

إنتاج
- تحسين القوادري[2]